# Oberpfälzer Seenland

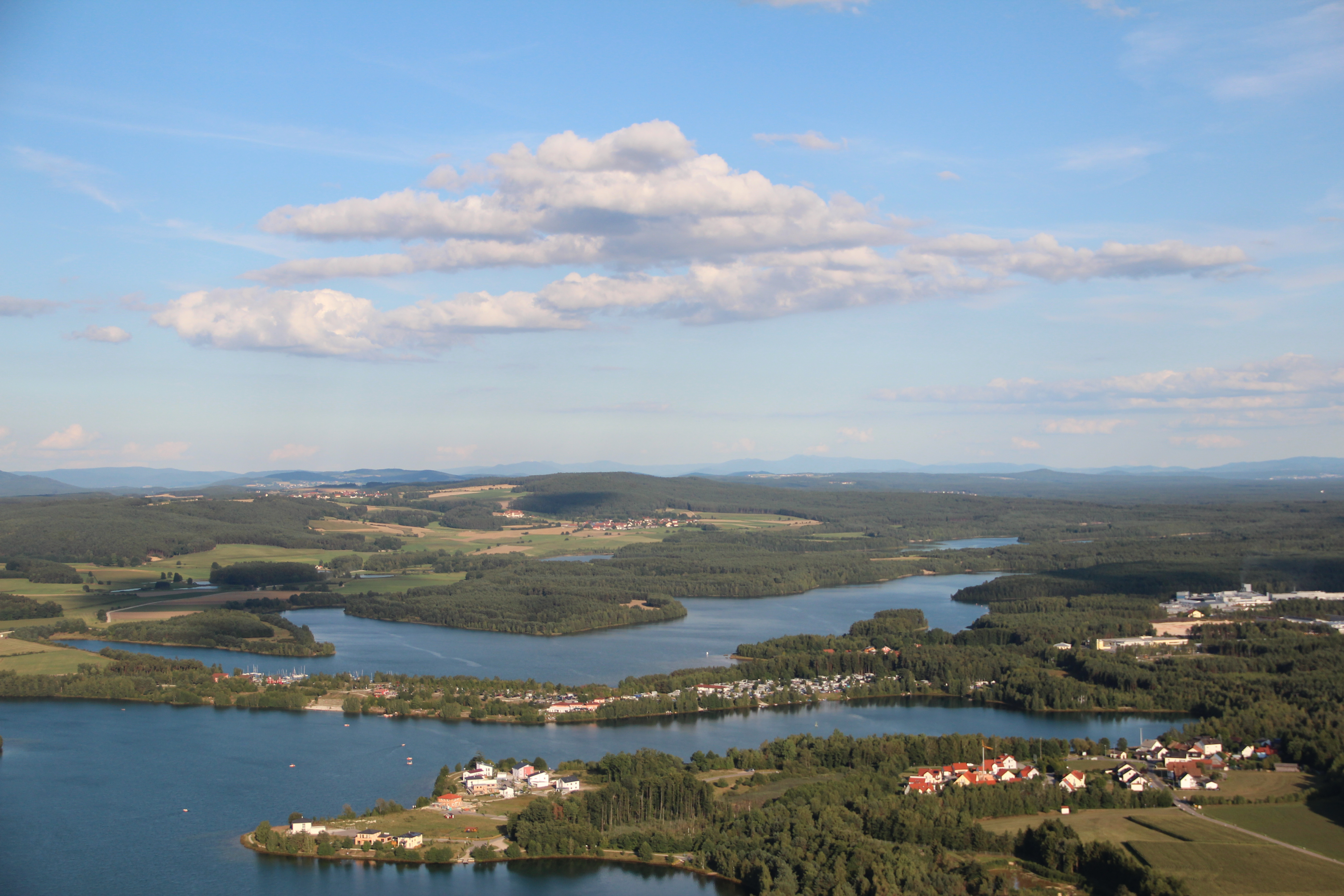
Oberpfälzer Seenland

Das Oberpfälzer Seenland ist eine Seenlandschaft überwiegend im südlichen Teil des Landkreises Schwandorf, zwischen Schwandorf und Wackersdorf. Teile des Seenlands gehören zum Oberpfälzischen Hügelland, insbesondere zur Bodenwöhrer Bucht. Nach Ende des Tagebaus im Oberpfälzer Braunkohlerevier 1982 wurden im Zuge eines Konzeptes zur Neugestaltung der Flächen die ehemaligen Tagebaugruben mit Wasser gefüllt. Die gesamte Wasserfläche beträgt über 800 Hektar.

## Seen
Einige der Seen wurden für den Badebetrieb und Wassersport erschlossen. Der größte See ist der Steinberger See mit einer Fläche von 1,86 km² und einer maximalen Tiefe von 50 Metern. Weitere für Freizeitaktivitäten erschlossene Seen sind Murner See (0,9 km²), Brückelsee (1,5 km²), Eixendorfer Stausee (1,10 km²), Ausee, Klausensee bei Schwandorf, Hammersee (0,64 km²) in Bodenwöhr, Grüner See bei Schwarzenfeld, Mühlweiher bei Thanstein. Daneben gibt es noch eine große Anzahl von Weihern, die touristisch nicht erschlossen sind.
Zum Karpfenland mittlere Oberpfalz gehören im Landkreis Schwandorf 2.408 Teiche (6,69 km²) und 307 Seen (10 km²). Das Naturschutzgebiet Charlottenhofer Weihergebiet ist das „Herzstück“ des Karpfenlandes.

## Entstehung
Die Seen sind nahezu alle künstlich durch Braunkohletagebau oder Kiesabbau entstanden.
Das Wasser der Braunkohleseen ist aufgrund von Auswaschungen des ehemaligen Abraums am Grund sauer, der Fischbestand ist deshalb begrenzt oder nicht vorhanden, entwickelt sich aber. Auch die Vegetation entlang der Ufer (Schilf) oder im Wasser (Algen) entwickelt sich nur sehr langsam bis überhaupt nicht.
Die ehemaligen Kiesgruben werden unter anderem meist von Fischereivereinen genutzt.

## Bildergalerie

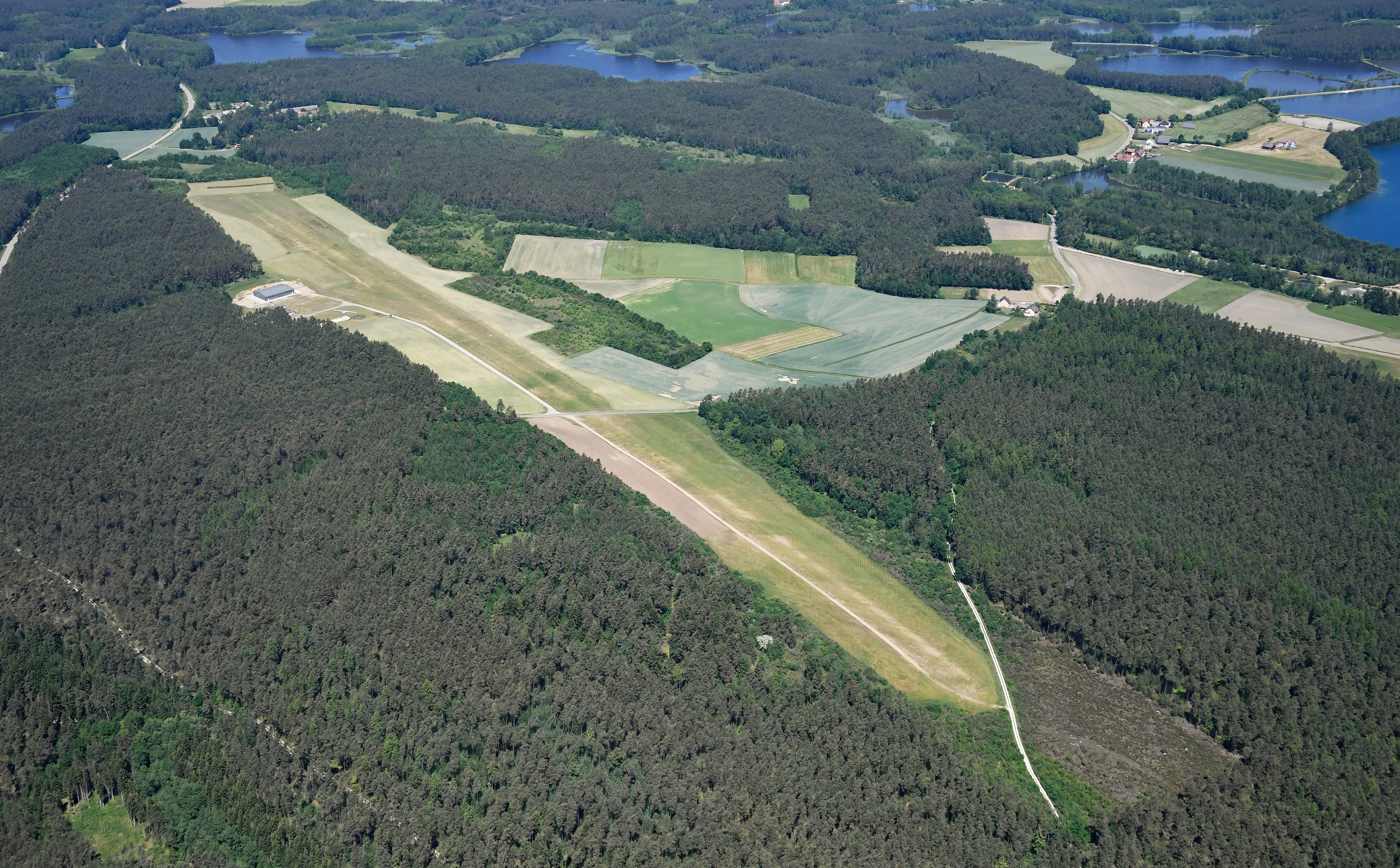
Flugplatz Schwandorf im Seenland
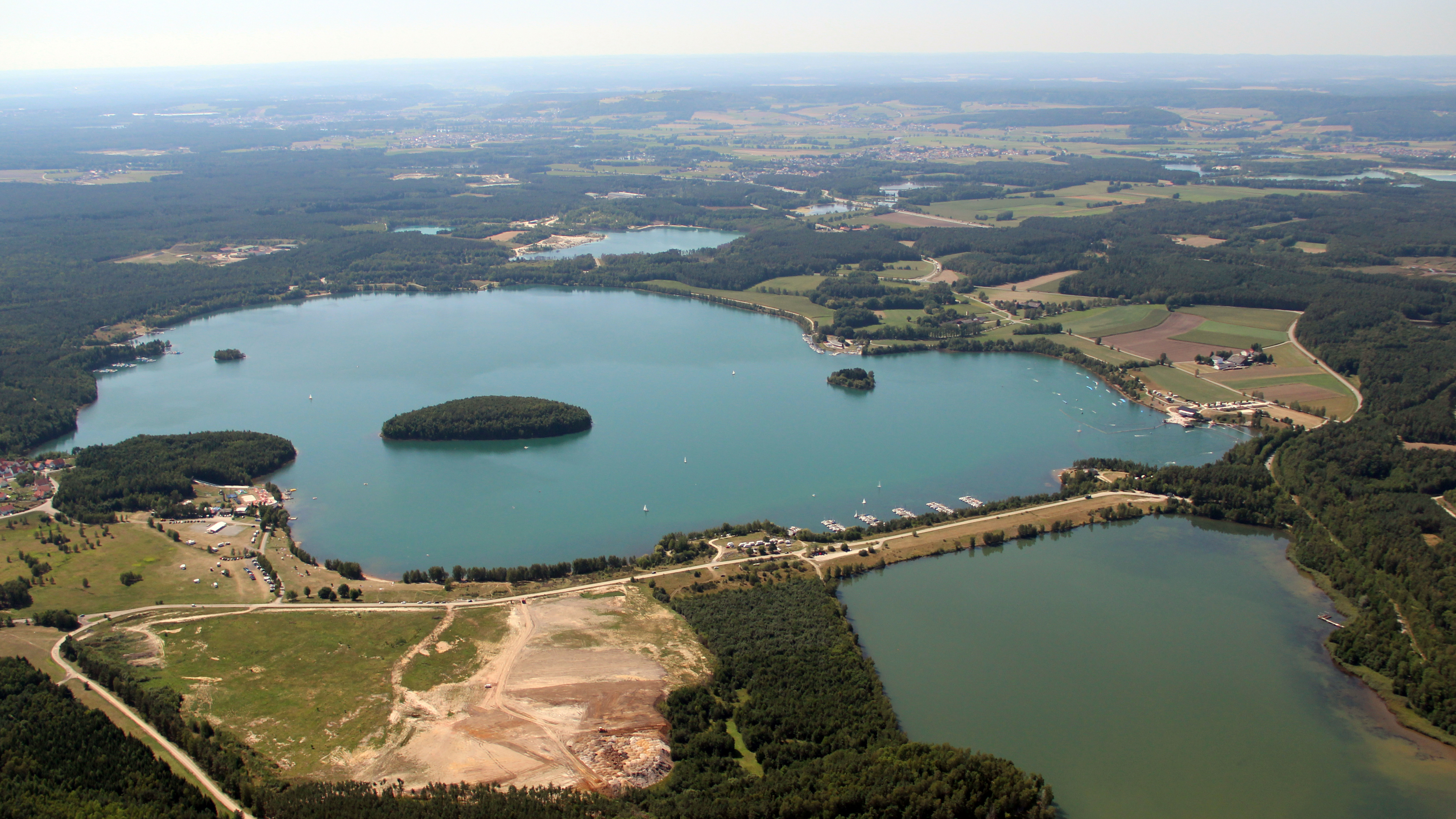
Steinberger See
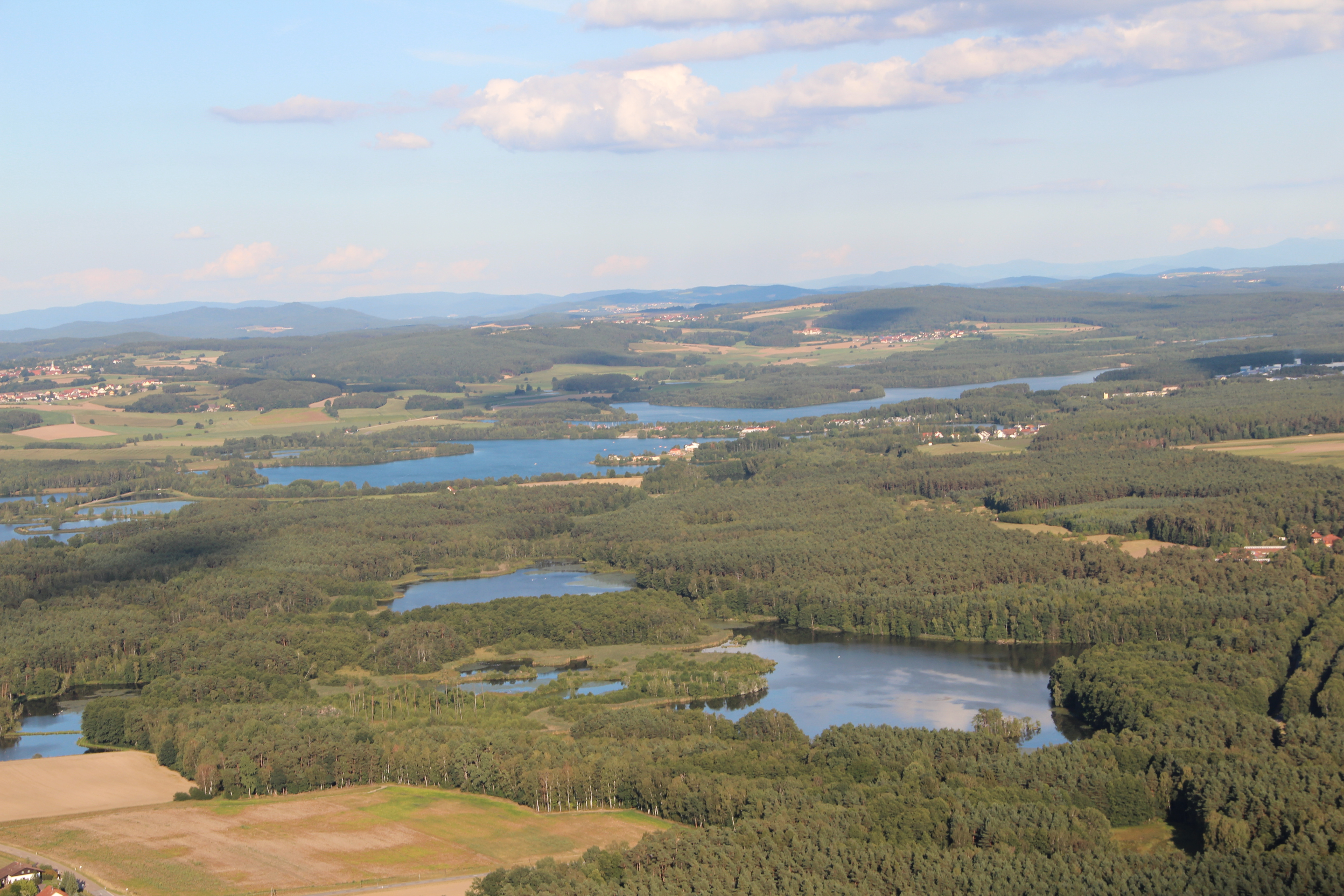
Oberpfälzer Seenland
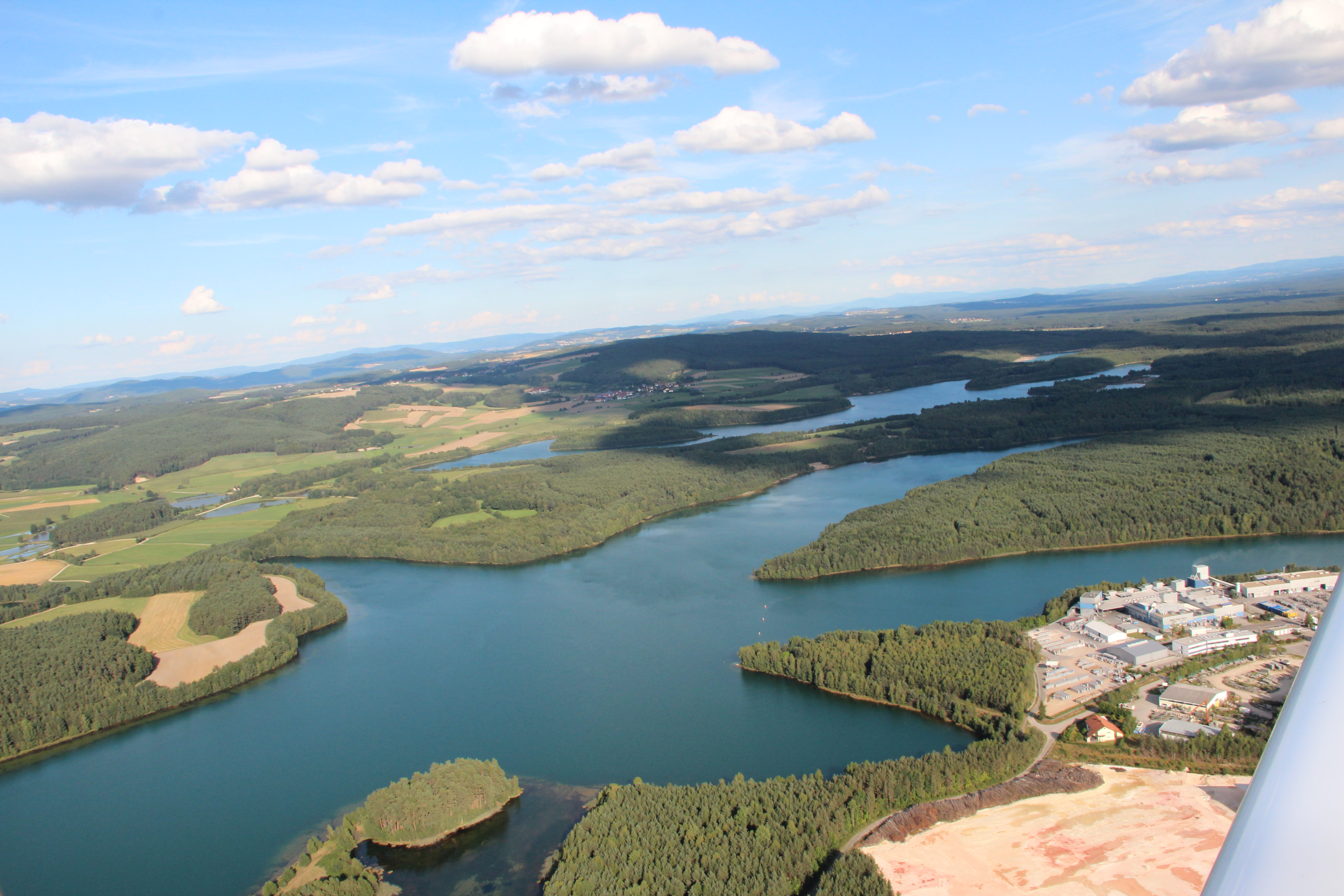
Oberpfälzer Seenland
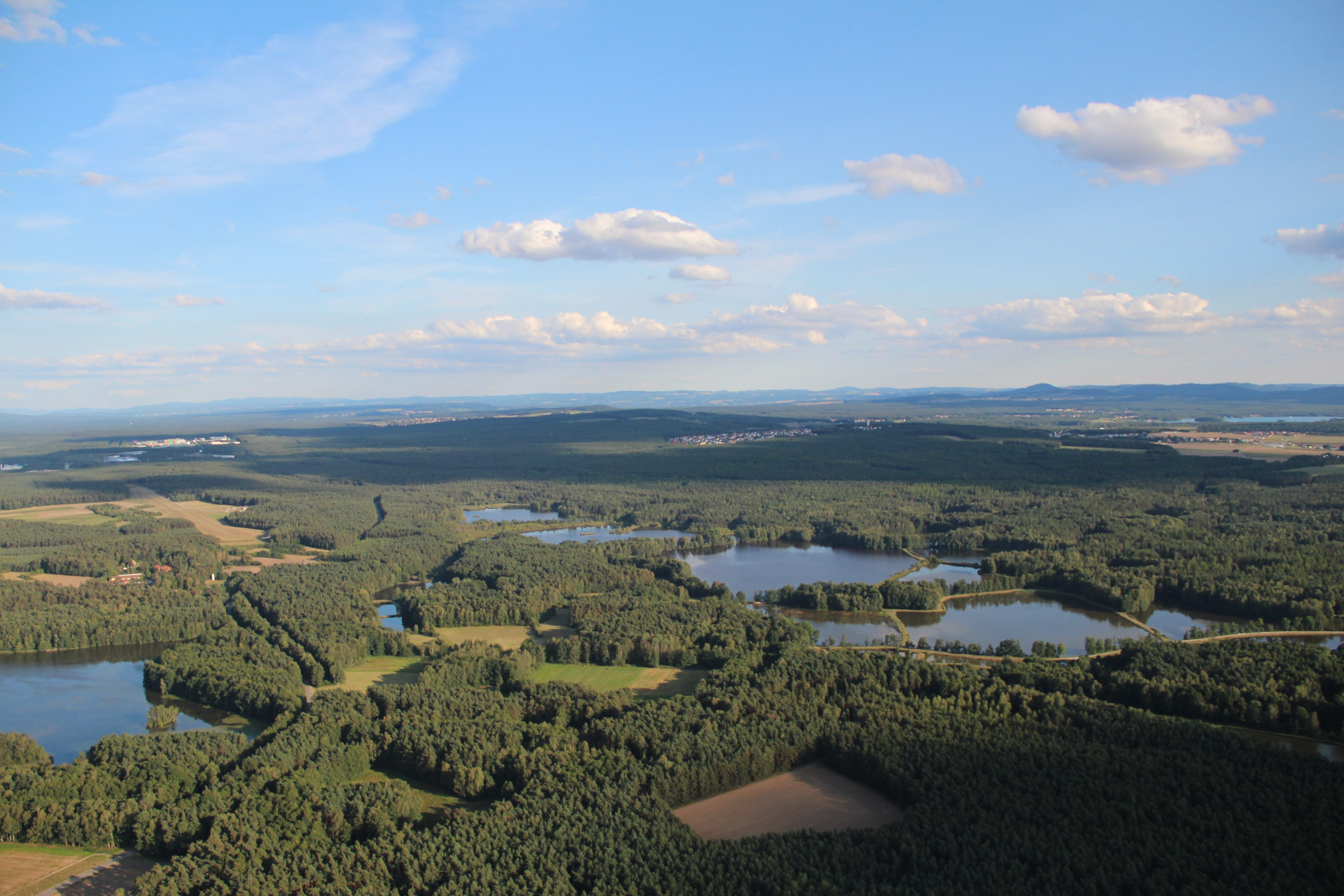
Oberpfälzer Seenland
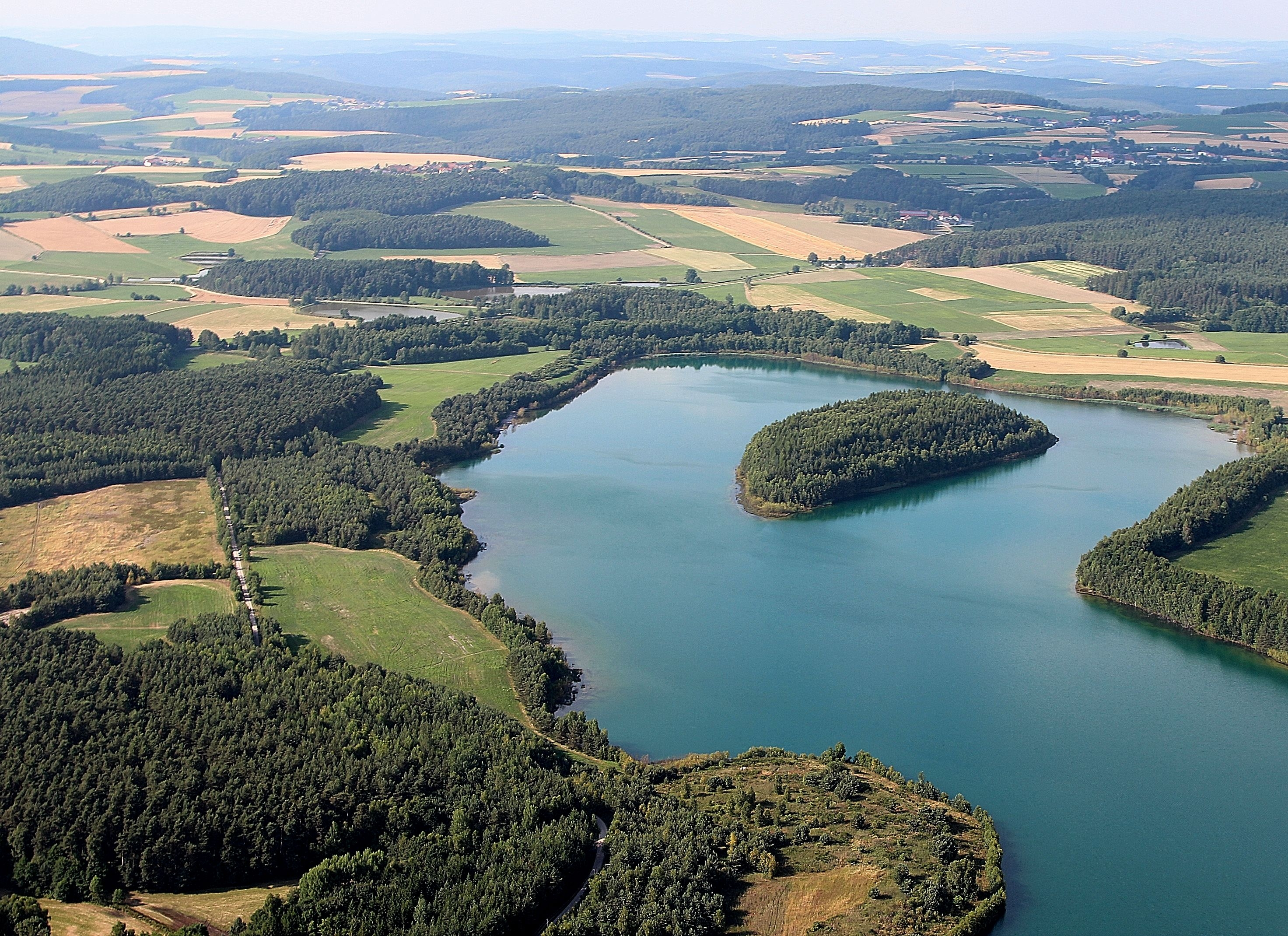
Ausee im Oberpfälzer Seenland (2013)
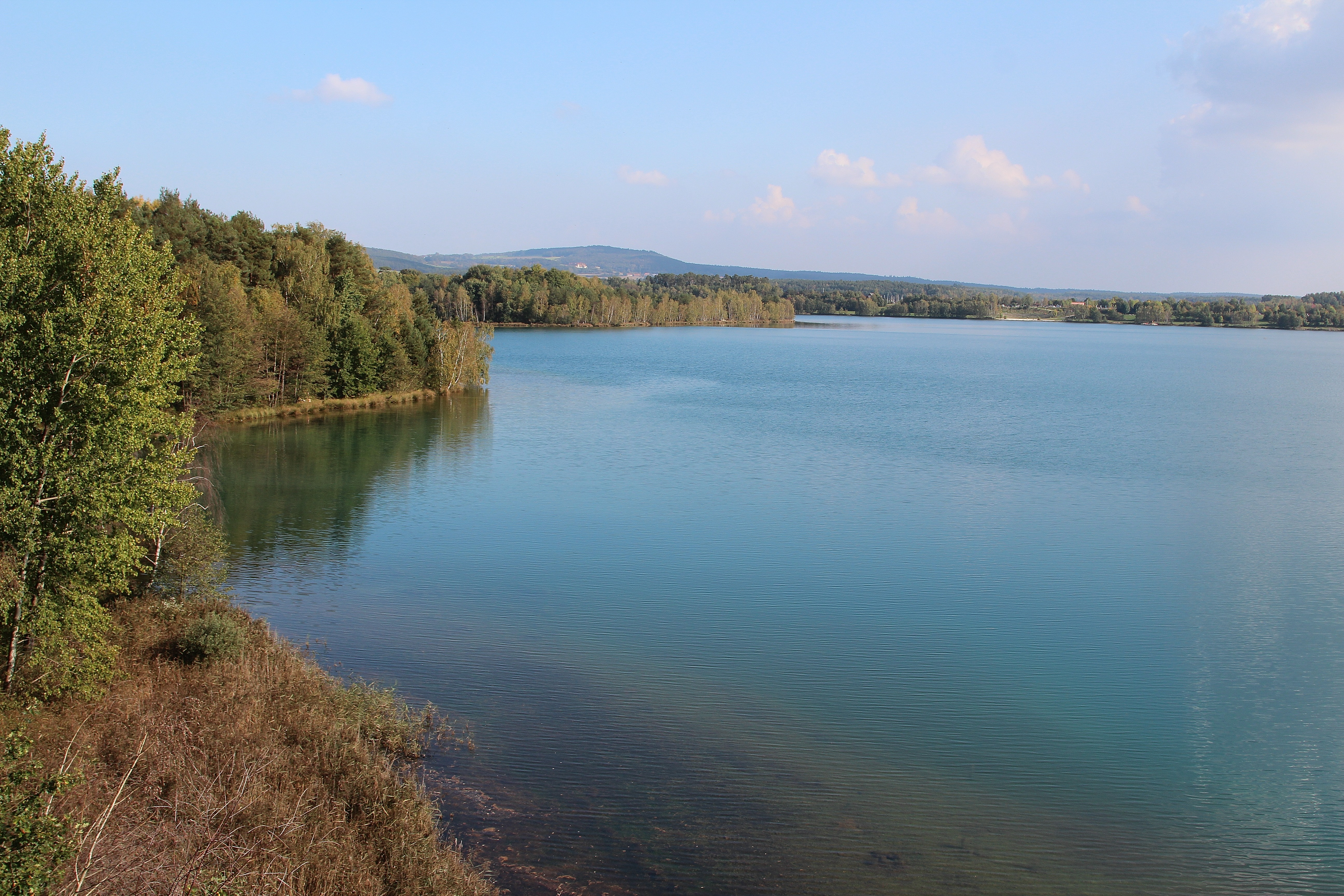
Murner See (2014)
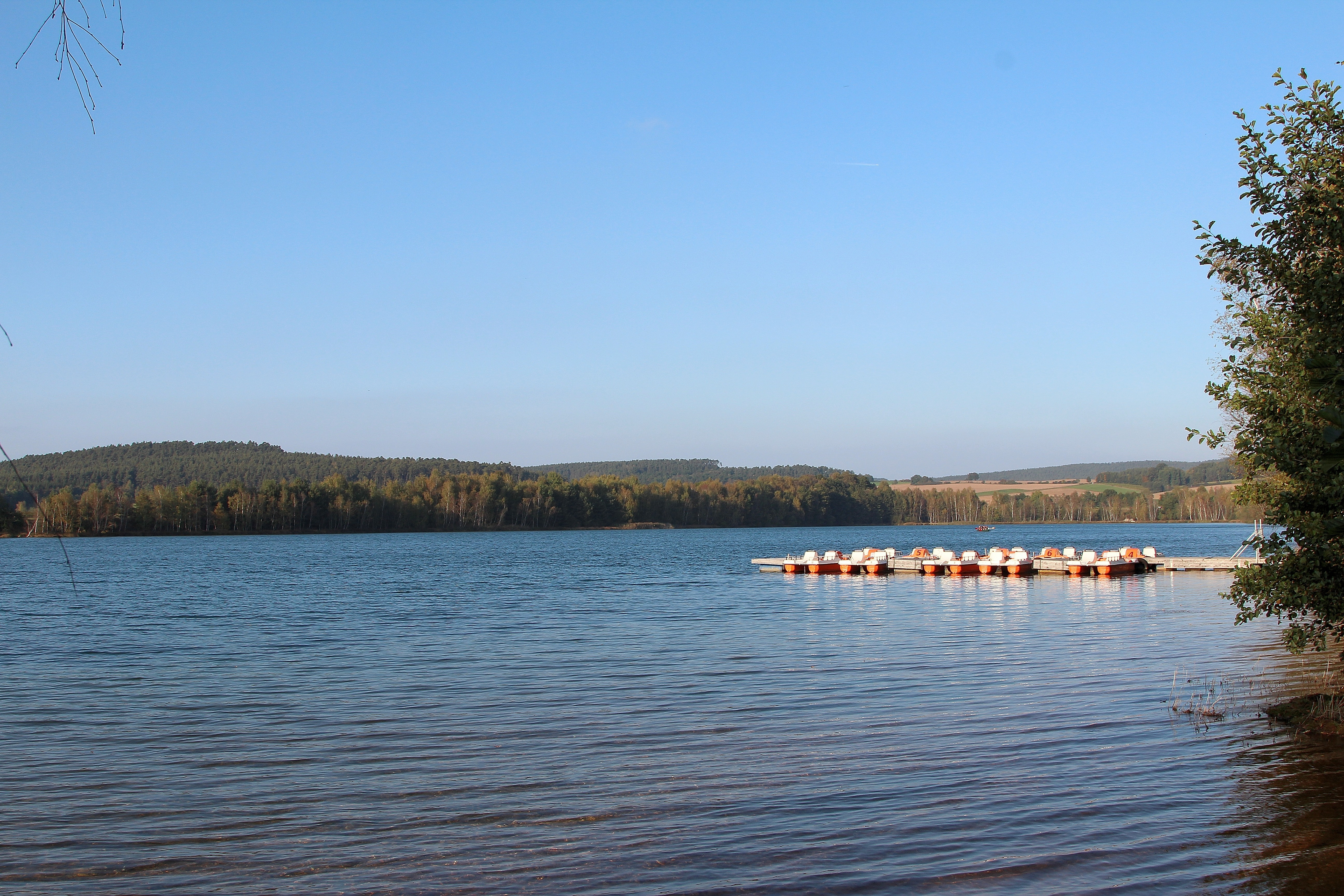
Murner See (2014)